# Yacoub Sidi Ethmane
Yacoub Sidi Ethmane (Nouakchott, 10 dicembre 1995) è un calciatore mauritano, centrocampista del Vita Club e della nazionale mauritana.

## Carriera

### Club
Ha giocato nella prima divisione mauritana ed in quella della Repubblica Democratica del Congo.

### Nazionale
Debutta con la nazionale mauritana il 21 settembre 2019 in occasione del match di qualificazione per il Campionato delle nazioni africane 2020 pareggiato 0-0 contro il Mali.
Nel 2021 viene convocato per la Coppa delle nazioni africane 2021.

## Statistiche

### Cronologia presenze e reti in nazionale
| Cronologia completa delle presenze e delle reti in nazionale ― Mauritania | Cronologia completa delle presenze e delle reti in nazionale ― Mauritania | Cronologia completa delle presenze e delle reti in nazionale ― Mauritania | Cronologia completa delle presenze e delle reti in nazionale ― Mauritania | Cronologia completa delle presenze e delle reti in nazionale ― Mauritania | Cronologia completa delle presenze e delle reti in nazionale ― Mauritania | Cronologia completa delle presenze e delle reti in nazionale ― Mauritania | Cronologia completa delle presenze e delle reti in nazionale ― Mauritania |
| Data                                                                      | Città                                                                     | In casa                                                                   | Risultato                                                                 | Ospiti                                                                    | Competizione                                                              | Reti                                                                      | Note                                                                      |
| ------------------------------------------------------------------------- | ------------------------------------------------------------------------- | ------------------------------------------------------------------------- | ------------------------------------------------------------------------- | ------------------------------------------------------------------------- | ------------------------------------------------------------------------- | ------------------------------------------------------------------------- | ------------------------------------------------------------------------- |
| 21-9-2019                                                                 | Nouakchott                                                                | Mauritania                                                                | 0 – 0                                                                     | Mali                                                                      | Qual. CHAN 2020                                                           | -                                                                         | 77’                                                                       |
| 20-10-2019                                                                | Bamako                                                                    | Mali                                                                      | 2 – 0                                                                     | Mauritania                                                                | Qual. CHAN 2020                                                           | -                                                                         | 77’                                                                       |
| 9-10-2020                                                                 | Nouakchott                                                                | Mauritania                                                                | 2 – 1                                                                     | Sierra Leone                                                              | Amichevole                                                                | -                                                                         | 85’                                                                       |
| 3-6-2021                                                                  | Blida                                                                     | Algeria                                                                   | 4 – 1                                                                     | Mauritania                                                                | Amichevole                                                                | -                                                                         |                                                                           |
| 22-6-2021                                                                 | Doha                                                                      | Mauritania                                                                | 2 – 0                                                                     | Yemen                                                                     | Qual. Coppa araba FIFA 2021                                               | -                                                                         | 90’                                                                       |
| 7-10-2021                                                                 | Radès                                                                     | Tunisia                                                                   | 3 – 0                                                                     | Mauritania                                                                | Qual. Mondiali 2022                                                       | -                                                                         | 46’                                                                       |
| 22-3-2025                                                                 | Lomé                                                                      | Togo                                                                      | 2 – 2                                                                     | Mauritania                                                                | Qual. Mondiali 2026                                                       | -                                                                         | 70’                                                                       |
| 25-3-2025                                                                 | Nouakchott                                                                | Mauritania                                                                | 0 – 2                                                                     | RD del Congo                                                              | Qual. Mondiali 2026                                                       | -                                                                         | 86’                                                                       |
| Totale                                                                    |                                                                           | Presenze                                                                  | 8                                                                         |                                                                           | Reti                                                                      | 1                                                                         |                                                                           |

## Palmarès

### Club

#### Competizioni nazionali
- Campionato mauritano: 2

Nouadhibou: 2018-2019, 2019-2020